# Bertonico
Bertonico es un municipio de Italia situado en la provincia de Lodi, en la Lombardía. Cuenta con 1.149 habitantes (2009).

## Historia
Bertonico pertenecía al obispo de Lodi (siglo XI), hasta que Bernabò Visconti la concedió en 1359 al hospital del Brolo y de Santa Catalina de Milán. 
En 1458 pasó al Hospital Mayor de Milán, para luego sufrir las comunas lombardas surgidas desde finales del siglo XVIII en adelante. 
En el período napoleónico (1809-16) al municipio de Bertonico fue agregada Vinzasca, volviéndose autónoma con la constitución del Reino de Lombardía-Venecia.

## Monumentos y lugares de interés
Es notable la iglesia parroquial de San Clemente, edificada a mediados del  Cinquecento diseñada por Giovanni Battista Lonato. En el interior se encuentra una pintura del Malosso.

## Demografía
| Gráfica de evolución demográfica de Bertonico entre 1861 y 2001 |
|                                                                 |
| Fuente ISTAT - elaboración gráfica de Wikipedia                 |

## Economía
La principal actividad es la agricultura, que cuenta con la presencia de casi una veintena de granjas, que producen principalmente cereales y forrajes. También está generalizada la cría, tanto de ganado de carne y productos lácteos, como de cerdo. La mano de obra que no se emplea en la agricultura se dirige a Milán, Lodi y otras ciudades del interior, ya que prácticamente no existen industrias. En los últimos años, la atención pública se concentrado en un proyecto de instalación de una central térmica de gas para la producción de electricidad, en una zona en la frontera entre los municipios de Bertonico y Turano Lodigiano. La manera en que la empresa promotora ha obtenido una autorización prioritaria del gobierno ha planteado una gran controversia y la aversión política de muchas autoridades locales del lodigiano. Aunque persisten incertidumbres sobre el resultado del procedimiento de autorización de la instalación, se puede decir que la construcción de esta nueva planta de energía - la segunda en el lodigiano después de la de Tavazzano scon Villavesco - será un acontecimiento de gran carga para la economía y el medio ambiente del municipio de Bertoni.